# (500546) 2012 US32
(500546) 2012 US32 es un asteroide perteneciente al cinturón de asteroides, descubierto el 28 de agosto de 2001 por el equipo del Lowell Observatory Near-Earth-Object Search desde la Estación Anderson Mesa (condado de Coconino, cerca de Flagstaff, Arizona, Estados Unidos).

## Designación y nombre
Designado provisionalmente como 2012 US32.

## Características orbitales
2012 US32 está situado a una distancia media del Sol de 3,098 ua, pudiendo alejarse hasta 4,136 ua y acercarse hasta 2,060 ua. Su excentricidad es 0,335 y la inclinación orbital 29,26 grados. Emplea 1992,39 días en completar una órbita alrededor del Sol.

## Características físicas
La magnitud absoluta de 2012 US32 es 16,5. 